# Akilia
Ostrov Akilia se nachází při jihozápadním pobřeží Grónska, poblíž města Nuuk v Labradorském moři.
Na ostrově byly zjištěny jedny z nejstarších dochovaných hornin na Zemi, staré asi 3830 - 3850 milionů let. Jde pravděpodobně o jedny z nejstarších sedimentů (páskované železné rudy), které však byly v mladších obdobích silně metamorfovány. Proto je jejich zkoumání velmi obtížné a není zcela jisté jejich stáří ani sedimentární původ.
V získaných vzorcích byly také objeveny stopy izotopicky lehkého uhlíku, který byl interpretován jako nejstarší pozůstatek živých organismů na Zemi. Stejně jako stáří a charakter hornin však není tento objev, známý pod jménem Isuasphaera přijímán s jistotou.